# Sergio Brio
Sergio Brio (Lecce, 19 augustus 1956) is een voormalig Italiaans voetballer en voetbaltrainer. Brio was als speler een verdediger. In zijn loopbaan bouwde hij een erelijst op die uniek is in het internationale voetbal. Brio won alles wat er op Europees clubniveau te winnen viel. Ook won hij in zijn carrière de wereldbeker voor clubs.

## Carrière
Het grootste gedeelte van zijn spelerscarrière kwam Brio uit voor Juventus, waar hij van 1988 tot 1990 kapitein was. Hij behaalde er tal van prijzen. In 1985 was hij als speler van Juventus getuige van het Heizeldrama. In 1990 beëndigde hij zijn spelerscarrière bij Juventus, waar hij als assistent-trainer aan de slag ging. Hij werd ook nog trainer van Cagliari Calcio en RAEC Bergen. Nu werkt hij voornamelijk voor televisie.

## Erelijst
| Competitie                 |              |                                    |              |              |
| Competitie                 | Aantal       | Jaren                              |              |              |
| AC Pistoiese               | AC Pistoiese | AC Pistoiese                       | AC Pistoiese | AC Pistoiese |
| -------------------------- | ------------ | ---------------------------------- | ------------ | ------------ |
| Serie C                    | 1x           | 1976/77                            |              |              |
| Juventus                   |              |                                    |              |              |
| Mondiaal                   |              |                                    |              |              |
| Wereldbeker voor clubteams | 1x           | 1985                               |              |              |
| Internationaal             |              |                                    |              |              |
| Europacup I                | 1x           | 1984/85                            |              |              |
| Europacup II               | 1x           | 1983/84                            |              |              |
| Europese Supercup          | 1x           | 1984                               |              |              |
| UEFA Cup                   | 1x           | 1989/90                            |              |              |
| Nationaal                  |              |                                    |              |              |
| Serie A                    | 4x           | 1980/81, 1981/82, 1983/84, 1985/86 |              |              |
| Coppa Italia               | 3x           | 1978/79, 1982/83, 1989/90          |              |              |